# Catacocha
Catacocha è una parrocchia urbana dell'Ecuador, capoluogo del cantone di Paltas, nella provincia di Loja.